# Kněževes (ort i Tjeckien, Mellersta Böhmen, lat 50,12, long 14,26)
Kněževes är en ort i Tjeckien.   Den ligger i regionen Mellersta Böhmen, i den centrala delen av landet, 12 km väster om huvudstaden Prag. Kněževes ligger 338 meter över havet och antalet invånare är 512.
Terrängen runt Kněževes är platt. Runt Kněževes är det mycket tätbefolkat, med 2 261 invånare per kvadratkilometer. Närmaste större samhälle är Prag, 12,0 km öster om Kněževes. Runt Kněževes är det i huvudsak tätbebyggt.